# Irina Víner

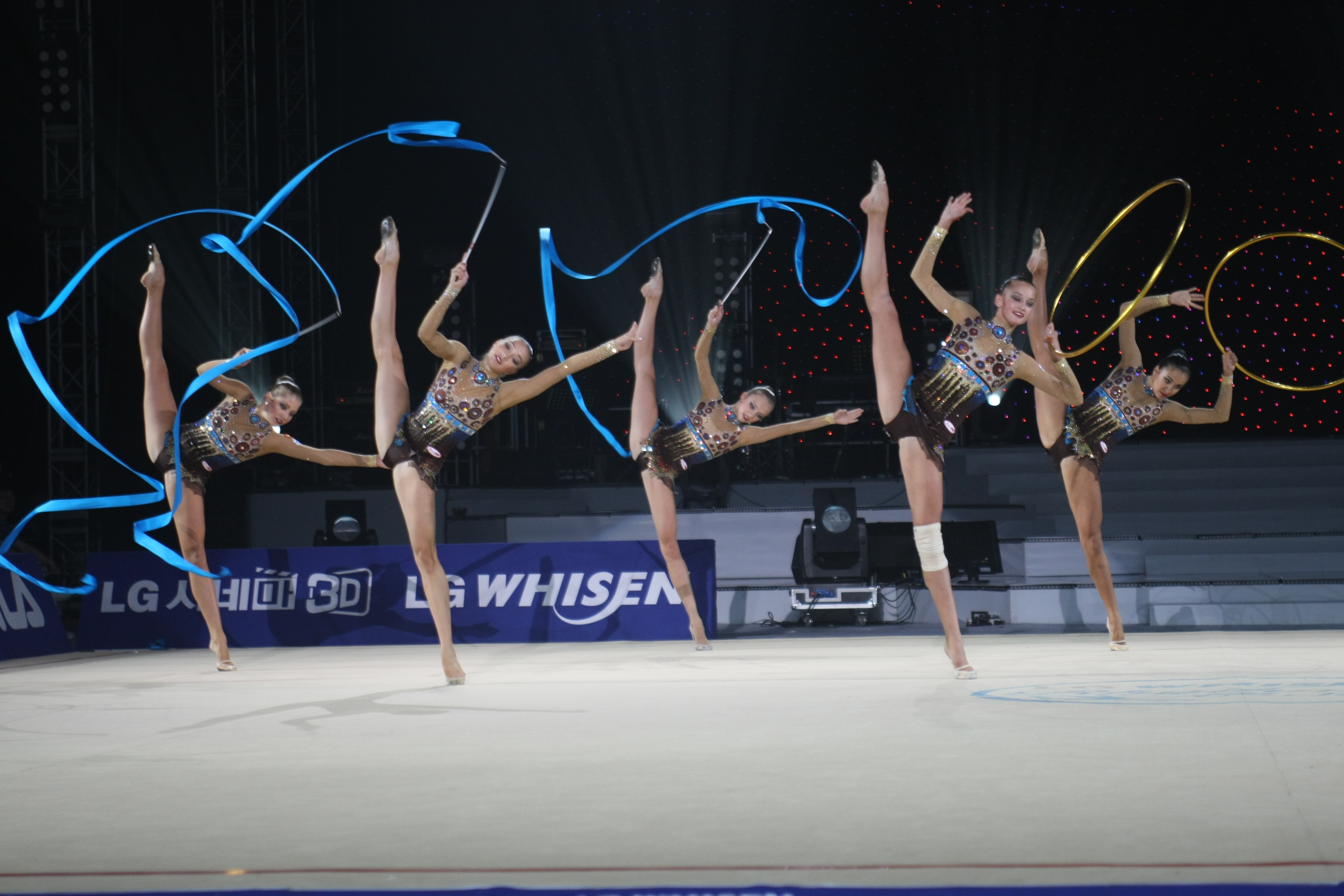
Conjunto nacional entrenado por Víner, ganador del oro en los JJ.OO. de Londres 2012.

Irina Aleksándrovna Víner (en ruso: Ири́на Алекса́ндровна Ви́нер; n. 30 de julio de 1948; Samarcanda, RSS de Uzbekistán), es una ex gimnasta, empresaria y entrenadora de honor rusa. Desde 2008, es presidenta de la Federación de Gimnasia Rítmica de Rusia y vicepresidenta del Comité Técnico de Gimnasia Rítmica de la Federación Internacional de Gimnasia (FIG). 
En 2001, fue galardonada con la Medalla de Honor de la Federación de Rusia. En 2006, se convirtió en ganadora del premio público de Rusia "Grandeza Nacional" y en 2013 recibió la Orden de la Amistad. Forma parte del Consejo Superior del partido gubernamental Rusia Unida.

## Vida personal
Viner nació en Samarcanda, República Socialista Soviética de Uzbekistán, Unión Soviética. Su padre, Alexander, era un pintor conocido de Uzbekistán, Artista del Pueblo de la RSS de Uzbekistán. Su madre, Zoya, era médica. Viner es judía y aunque ha manifestado su interés en la  Cabalá, no se considera observante.
Está casada con el empresario y magnate uzbeco Alisher Usmánov quien construyó una instalación deportiva localizada en la ciudad de Moscú, en el terreno del Complejo Olímpico Luzhniki, que lleva el nombre de su esposa: Palacio de Gimnasia Irina Víner-Usmánova. Víner  tiene un hijo de un matrimonio anterior, Anton, quien nació en 1973 y luego fue adoptado por Usmanov.

## Carrera
Cuando era niña, Víner quería estudiar ballet, pero se desanimó, por lo que se dedicó a la gimnasia desde los 11 años. Viner fue tres veces campeona de la RSS de Uzbekistán y se graduó en el Instituto Estatal de Cultura Física de Uzbekistán. Desde la década de 1960 Víner ha trabajado como entrenadora de gimnasia artística, entrenando al equipo nacional de Uzbekistán. Una de sus primeras pupilas fue la gimnasta de origen kirguís Venera Zarípova, quien se volviera una exitosa gimnasta en la década de 1980. Antes de los Juegos Olímpicos de 1992, se estableció en Gran Bretaña, donde entrenó al equipo de la selección nacional inglesa. Después de que el equipo inglés no consiguiera clasificarse para los Juegos, viajó a Rusia, donde se convirtió entrenadora en el centro de gimnasia del distrito de Novogorsk con sede en Jimki.
Desde 1992, Irina Víner ha sido la entrenadora en jefe del Centro de Entrenamiento Olímpico de Rusia; se convirtió en la Entrenadora en Jefe de la Selección Nacional de Rusia en 2001, y la presidenta de la Federación Rusa de Gimnasia Rítmica en 2008. Víner se ha convertido en la entrenadora personal de una estirpe de exitosas gimnastas, la mayoría rusas, y algunas provenientes de otros países que integraron la Unión Soviética, a las cuales dio formación y que posteriormente revindicaron su mérito en la obtención de sus medallas:
- Yevguenia Kanáyeva (n. 1990, Omsk, Rusia) (2 oros olímpicos, 17 oros en Mundiales, 13 oros en Europeos, 4 oros en Juegos del Mundo y múltiples reconocimientos).[9]
- Alina Kabáyeva (n. 1983, Taskent, Uzbekistán) (1 oro y 1 bronce olímpico, 10 oros en Mundiales, 15 oros en Europeos, 5 oros en Copas del Mundo)
- Margarita Mamún (n. 1995, Moscú, Rusia) (1 oro olímpico, 7 oros en Mundiales, 4 oros en Europeos, 4 oros en Juegos Universitarios)
- Yulia Barsukova (n. 1978, Moscú, Rusia) (1 oro olímpico, 1 oro en Mundiales, 3 oros en Europeos, 1 oro en Copas del Mundo)
- Yana Kudryavtseva (n. 1997, Moscú, Rusia) (1 plata olímpica, 13 oros en Mundiales, 8 oros en Europeos)
- Irina Cháshchina (n. 1982, Omsk, Rusia) (1 plata olímpica, 3 oros en Mundiales, 6 oros en Europeos, 4 oros en Juegos del Mundo, 2 oros en Copas del Mundo)
- Yanina Batyrchina (n. 1979, Uzbekistán) (1 plata olímpica, 5 oros en Mundiales, 5 oros en Europeos)
- Daria Dmítrieva (n. 1993, Irkutsk, Rusia) (1 plata olímpica, 4 oros en Mundiales, 1 oro en Europeos, 1 oro en Juegos Universitarios)
- Olga Kapránova (n. 1987, Moscú, Rusia) (10 oros en Mundiales, 5 oros en Europeos, 2 oros en Juegos del Mundo)
- Oksana Kóstina (n. 1972 – m. 1993, Irkutsk, Rusia) (7 oros en Mundiales, 4 oros en Europeos)
- Daria Kondakova (n. 1991, Moscú, Rusia) (4 oros en Mundiales, 3 oros en Europeos)
- Vera Sessina (n. 1986, Ekaterimburgo, Rusia) (5 oros en Mundiales, 5 oros en Europeos)
- Natalia Lipkovskaya (n. 1979, Moscú, Rusia) (3 oros en Mundiales, 1 oro en Europeos)
- Aleksandra Merkúlova (n. 1995, Rusia) (1 oro en Mundiales, 3 oros en Europeos, 1 oro en Copas del Mundo, 1 oro en Juegos Universitarios)
- Daria Svaktovkskaya (n. 1996, Moscú, Rusia) (3 oros en Europeos)
- Aleksandra Yermakova (n. 1992, Moscú, Rusia) (1 oro en Europeos)
- Venera Zaripova (n. 1966, Kirguistán) (su primera alumna, múltiple campeona en campeonatos nacionales realizados en la URSS)
- Arina Averina (n. 1998, Zavolzhie, Rusia) (5 oros mundiales, 7 oros en Europeos)
- Dina Averina (n. 1998, Zavolzhie, Rusia) ( 1 plata olímpica, 18 oros mundiales, 6 oros en Europeos, 3 oros en European Games)
- Aleksandra Soldátova (n.1998, Sterlitamak, Rusia) (4 oros mundiales, 3 oros en Europeos)
- Ekaterina Selezneva (n. 1995, Pushkino, Rusia) (2 oros mundiales, 5 oros en Juegos Universitarios)

Además, Víner ha sido la entrenadora personal del conjunto de la selección nacional rusa, en la temporada de 2010-2012, quienes ganaron la medalla olímpica de oro en los Juegos Olímpicos de 2012: Ksenia Dúdkina, Uliana Donskova, Anastasia Bliznyuk, Alina Makárenko, Anastasia Nazarenko y Karolina Sevastyánova. 
Viner cuenta con varias directrices (entrenadoras) bajo su disposición, algunas de ellas ex discípulas suyas, quienes han dado formación a la gran mayoría de sus gimnastas:
- Kanaeva, Titova y Tchachina fueron entrenadas por Vera Shtelbaums.
- Kondakova fue entrenada y Soldatova es entrenada por Anna Shumilova.
- Dmitrieva, Lipkovskaya y Kostina fueron entrenadas por Olga Buyanova.
- Barsukova fue entrenada y las gemelas Averina (Dina y Arina) son entrenadas por Vera Shatalina.
- Ermolova, Kudryavtseva y Ermakova fueron entrenadas por Elena Karpushenko.
- Mamun fue entrenada por Amina Zaripova.
- Svatkovskaya es entrenada por Oxana Skaldina.

## Reconocimientos
Entre sus muchos reconomientos recibidos, la Federación de Comunidades Judías de Rusia le otorgó el premio "Leyenda viviente" en 2007. En 2015, Víner recibió la Orden Olímpica en reconocimiento a sus destacados logros en los deportes mundiales, lo que la convirtió en la primera entrenadora de gimnasia en recibir el premio. Thomas Bach, el presidente del Comité Olímpico Internacional, le entregó personalmente el premio.

## Controversias
Víner apareció en 2017 en el documental Over the Limit, el cual muestra su entrenamiento de Margarita Mamun en el período previo a los Juegos Olímpicos de 2016. La película muestra sus controvertidos métodos de entrenamiento, incluyendo el abuso verbal al que sometía a Mamun, con insultos dirigidos a Mamun como "Vas a morir perra", "No eres un ser humano, eres una atleta" y "Vete a la mierda con tu temblor". El documental ha sido comparado con las películas I, Tonya y Black Swan debido a la violencia verbal mostrada por Víner.